# Assaeroporti
Assaeroporti o Associazione Italiana Gestori Aeroporti è l'associazione che riunisce 26 società di gestione aeroportuale operanti presso 32 aeroporti civili italiani.  Associata a Confindustria, Federtrasporto e all'IFSC, Assaeroporti è presente in Europa come membro di ACI EUROPE, l'associazione dei gestori aeroportuali europei.
Assaeroporti è la parte datoriale delegata alla definizione del Contratto collettivo nazionale di lavoro (CCNL) per il personale di terra del trasporto aereo e delle attività aeroportuali.
La missione dell'Associazione Italiana Gestori Aeroporti è quella di:
- interagire con le istituzioni di Governo nazionali ed europee per assicurare lo sviluppo del settore del trasporto aereo, rappresentando gli aeroporti italiani;
- promuovere iniziative per uno sviluppo degli aeroporti sostenibile, in termini ambientali, sociali ed economici, consentendo al sistema aeroportuale di contribuire al raggiungimento degli obiettivi di decarbonizzazione definiti a livello europeo e nazionale;
- promuovere la collaborazione tra le società associate per contribuire al miglioramento dei processi e delle tecniche di gestione, anche attraverso la costituzione di specifici Gruppi di Lavoro composti da qualificati rappresentanti dei gestori;
- cooperare con le altre associazioni di settore, attive a livello nazionale ed europeo, al fine di favorire l’adozione di buone pratiche e garantire l’innalzamento dei livelli di qualità e sicurezza delle attività aeroportuali.

Il presidente dell'Associazione Italiana Gestori Aeroporti è Carlo Borgomeo.
Assaeroporti ha sede in Roma, Via Vicenza 5a.

## Società associate
Elenco delle società in ordine alfabetico:
| Società                                                        | Aeroporti gestiti                                                            | Note | Sito web                                                                                             |
| ABD - Airport S.p.A.                                           | Aeroporto di Bolzano                                                         | -    | www.abd-airport.it                                                                                   |
| AIRIMINUM 2014 S.p.A                                           | Aeroporto di Rimini                                                          | -    | www.riminiairport.com                                                                                |
| Aeroporto di Genova S.p.A.                                     | Aeroporto di Genova                                                          | -    | www.airport.genova.it                                                                                |
| Aeroporto Friuli Venezia Giulia S.p.A.                         | Aeroporto di Trieste                                                         | -    | www.aeroporto.fvg.it                                                                                 |
| Aeroporto Guglielmo Marconi di Bologna S.p.A.                  | Aeroporto di Bologna-Borgo Panigale                                          | -    | www.bologna-airport.it                                                                               |
| Aeroporto di Parma Società per la Gestione S.p.A. (SO.GE.A.P.) | Aeroporto di Parma                                                           | -    | www.aeroportoparma.it                                                                                |
| AIRGEST S.p.A.                                                 | Aeroporto di Trapani-Birgi                                                   | -    | www.aeroportotrapani.com                                                                             |
| Ancona International Airport Spa                               | Aeroporto di Ancona                                                          | -    | www.ancona-airport.com                                                                               |
| AST AEROSERVIZI S.p.A.                                         | Aeroporto di Lampedusa                                                       | -    | www.aeroportodilampedusa.com/ (archiviato dall'url originale l'11 ottobre 2020)                      |
| AVA S.p.A                                                      | Aeroporto di Albenga                                                         | -    | http://www.aeroportoalbenga.it/                                                                      |
| F.A. Srl Aeroporto “Luigi Ridolfi”                             | Aeroporto di Forlì                                                           | -    | www.forli-airport.com                                                                                |
| GEAC S.p.A.                                                    | Aeroporto di Cuneo-Levaldigi                                                 | -    | www.aeroporto.cuneo.it                                                                               |
| GEASAR S.p.A.                                                  | Aeroporto di Olbia-Costa Smeralda                                            | -    | www.olbiairport.it                                                                                   |
| GE.S.A.C. S.p.A.                                               | Aeroporto di Napoli-Capodichino Aeroporto di Salerno                         | -    | www.aeroportodinapoli.it www.aeroportosalerno.it/ (archiviato dall'url originale il 22 gennaio 2021) |
| GESAP S.p.A.                                                   | Aeroporto di Palermo-Punta Raisi                                             | -    | www.aeroporto.palermo.it (archiviato dall'url originale il 27 settembre 2006)                        |
| SAC S.p.A., Aeroporto di Catania – Aeroporto di Comiso         | Aeroporto di Catania-Fontanarossa                                            | -    | www.aeroporto.catania.it www.aeroportodicomiso.eu                                                    |
| SACAL S.p.A.                                                   | Aeroporto di Lamezia Terme Aeroporto di Crotone Aeroporto di Reggio Calabria | -    | www.lameziaairport.it/ www.crotoneairport.it/ www.reggiocalabriaairport.it/                          |
| SACBO S.p.A.                                                   | Aeroporto di Bergamo-Orio al Serio                                           | -    | www.milanbergamoairport.it (archiviato dall'url originale l'8 novembre 2020)                         |
| SAGA S.p.A.                                                    | Aeroporto di Pescara                                                         | -    | www.abruzzo-airport.it                                                                               |
| Società Azionaria Gestione Aeroporto Torino S.p.A. (SAGAT)     | Aeroporto di Torino-Caselle                                                  | -    | www.aeroportoditorino.it (archiviato dall'url originale il 21 marzo 2015)                            |
| SASE S.p.A.                                                    | Aeroporto di Perugia                                                         | -    | www.airport.umbria.it                                                                                |
| Società Esercizi Aeroportuali S.p.A. (SEA)                     | Aeroporto di Milano-Linate Aeroporto di Milano-Malpensa                      | -    | www.sea-aeroportimilano.it (archiviato dall'url originale il 25 settembre 2005)                      |
| SEAM S.p.A.                                                    | Aeroporto di Grosseto                                                        | -    | www.grossetoairport.com                                                                              |
| Società di Gestione Aeroporto di Cagliari S.p.A. (SOGAER)      | Aeroporto di Cagliari-Elmas                                                  | -    | www.sogaer.it                                                                                        |
| Società di Gestione Aeroporto di Alghero S.p.A. (SO.GE.A.AL.)  | Aeroporto di Alghero-Fertilia                                                | -    | www.aeroportodialghero.it                                                                            |
| Toscana Aeroporti S.p.A.                                       | Aeroporto di Firenze-Peretola Aeroporto di Pisa                              | -    | www.toscana-aeroporti.com (archiviato dall'url originale il 25 ottobre 2018)                         |

## Statistiche
Assaeroporti pubblica mensilmente sul proprio portale web i dati di traffico relativi agli aeroporti italiani associati. I dati sono organizzati per movimenti, passeggeri e merci.
Le tabelle statistiche riportano, per ciascun aeroporto monitorato, i dati di traffico mensile e i totali progressivi da inizio anno fino all'ultimo mese disponibile. I dati sono forniti dalle società di gestione aeroportuale. Le percentuali riportate nelle tabelle corrispondono alla variazione percentuale del dato rispetto al valore registrato nello stesso periodo dell'anno precedente.
Le principali categorie riportate nelle tabelle contengono le seguenti informazioni:
- Movimenti: numero totale degli aeromobili in arrivo/partenza.
- Passeggeri: numero totale dei passeggeri in arrivo/partenza, inclusi i transiti diretti (ossia i passeggeri che transitano in un aeroporto e ripartono utilizzando un aeromobile con lo stesso numero di volo dell'arrivo).
- Cargo: quantità totale in tonnellate del traffico merci e posta in arrivo/partenza.